# Netzwerk Digitale Nachweise

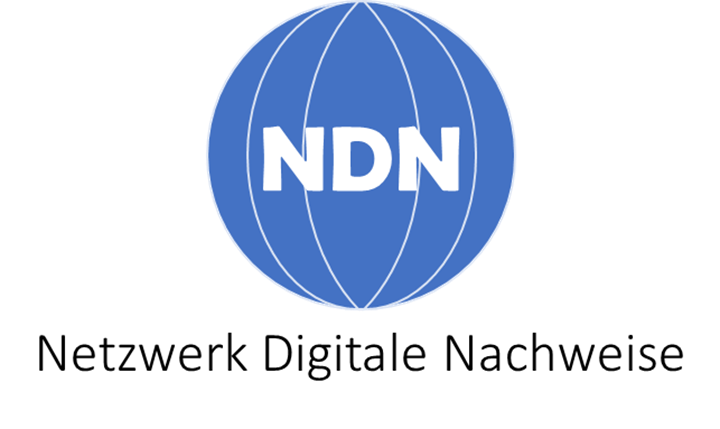
Logo des Netzwerks NDN

Das Netzwerk Digitale Nachweise (NDN) ist ein Zusammenschluss aus Politik, Wirtschaft und Wissenschaft in Deutschland, der sich mit der Entwicklung, Förderung und Implementierung digitaler Nachweise insbesondere an Schulen und Hochschulen sowie in der beruflichen Bildung beschäftigt. Es hat sich zum Ziel gesetzt, digitale Nachweise zu standardisieren, sicher und fälschungssicher zu gestalten und deren internationalen Austausch zu ermöglichen. Dabei werden moderne Technologien wie Blockchain und andere digitale Sicherheitsmechanismen genutzt.

## Geschichte
Das Netzwerk Digitale Nachweise wurde 2020 von einer Gruppe von Innovatoren und Fachleuten im Bereich der digitalen Bildung und Technologie unter der Leitung von Helmut Nehrenheim (damals Ministerium für Wirtschaft, Innovation, Digitales und Energie des Landes NRW) und Guido Bacharach (damals Stiftung für Hochschulzulassung) gegründet. Die Initiative entstand aus der Notwendigkeit heraus, eine vertrauenswürdige und interoperable Infrastruktur für digitale Nachweise zu schaffen. Besonders im Bereich der Bildungsabschlüsse und beruflichen Qualifikationen gab es Bedarf an einer sicheren und standardisierten Lösung, die eine einfache Verifikation und den internationalen Austausch von Nachweisen ermöglicht.

## Ziele
Das Hauptziel des Netzwerks Digitale Nachweise ist es, das Wissen rund um Digitalisierung im Bereich der Nachweise (z. B. am Beispiel von Zeugnissen) in der öffentlichen Verwaltung zu teilen, neue Technologien im Blick zu haben, Ideen auszubauen, behördeninterne und behördenübergreifende Einsatzszenarien in der öffentlichen Verwaltung zu identifizieren. Zudem sollen bestehende Lösungsansätze oder bereits existierende Lösungen dokumentiert und Konzepte zur Interoperabilität dieser und zukünftiger Lösungsansätze entwickelt werden.

## Technologie und Methodik
Das Netzwerk setzt auf moderne Technologien wie Distributed Ledger z. B. Blockchain, um die Integrität und Authentizität von digitalen Nachweisen zu gewährleisten und Nachweise fälschungssicher und nachvollziehbar zu machen. Darüber hinaus wird auf offene Standards gesetzt, die den Austausch von Nachweisen zwischen verschiedenen Systemen und Ländern erleichtern. Das Netzwerk fördert auch die Entwicklung und Implementierung von interoperablen Lösungen, die eine breite Akzeptanz auf möglichst globaler Ebene ermöglichen.

## Beteiligte Partner
Gründungsmitglieder des Netzwerkes waren das Ministerium für Wirtschaft, Innovation, Digitalisierung und Energie des Landes Nordrhein-Westfalen als Koordinator, sowie die BWI GmbH, Berlin Partner, die Initiative Blockchain in der Verwaltung (BiVD) von Bund, Ländern und Unternehmen, die Bundesdruckerei, die Deutsche Gesellschaft für Internationale Zusammenarbeit (GIZ), der Deutsche Akademische Austauschdienst (DAD), DigiCert, die Digital Business University of Applied Sciences, das Fraunhofer-Institut für Angewandte Informationstechnik (FIT), die Industrie- und Handelskammer für München und Oberbayern, das Institut für Internet-Sicherheit, TrustCerts, ein ausgegründetes Unternehmen aus dem Institut für Internet-Sicherheit, die Stiftung für Hochschulzulassung, die Technische Universität München  sowie Regio IT.
Diese vielfältige Beteiligung soll sicherstellen, dass die Lösungen des Netzwerks den Bedürfnissen aller relevanten Stakeholder gerecht werden.

## Projekte und Initiativen
Im Rahmen des Netzwerks Digitale Nachweise wurden bereits mehrere Pilotprojekte begleitet bzw. ins Leben gerufen, die den Einsatz digitaler Nachweise in der Praxis testen. Diese Projekte umfassen die Erstellung und Verifizierung von digitalen Zeugnissen, Zertifikaten und Weiterbildungsnachweisen, die auf standardisierten Technologien basieren. Weitere Initiativen zielen darauf ab, Standards für die Gestaltung und Verbreitung dieser Nachweise zu entwickeln und zu fördern.

## Internationale Bedeutung
Angesichts globaler Mobilität ist das Netzwerk international ausgerichtet, um digitale Nachweise weltweit zu etablieren. Es unterhält Partnerschaften mit internationalen Organisationen, die sich mit der Standardisierung von Bildungs- und Berufsqualifikationen befassen wie EMREX und europass.
Das Programm Digitales Europa finanziert ähnliche Vorhaben wie das DC4EU-Projekt, EBSI-VECTOR oder das Konsortium Trace4EU.

## Zukunftsperspektiven
In der Zukunft plant das Netzwerk Digitale Nachweise, seine Aktivitäten weiter auszubauen und neue Technologien zu integrieren, um die Verbreitung und Nutzung digitaler Nachweise weltweit zu fördern. Ein Schwerpunkt wird dabei auf der Förderung der Weiterentwicklung von Standards und der Schaffung eines umfassenden, global zugänglichen Ökosystems für digitale Nachweise liegen. Darüber hinaus sollen Ansätze wie die Integration von Künstlicher Intelligenz und maschinellem Lernen zur Verbesserung der Verifizierung und Analyse von Nachweisen berücksichtigt werden.